# Формула Ейлера

Геометрична інтерпретація формули Ейлера

Формула Ейлера — співвідношення, що пов'язує комплексну експоненту з тригонометричними функціями. Названа на честь Леонарда Ейлера, який її запропонував.
Формула Ейлера стверджує, що для будь-якого дійсного числа {\displaystyle x} виконується рівність:
{\displaystyle ~{\rm {e}}^{ix}=\cos x+i\sin x},
де {\displaystyle {\rm {e}}} — основа натурального логарифма, {\displaystyle i} — уявна одиниця, {\displaystyle \cos x} і {\displaystyle \sin x} — тригонометричні функції косинуса та синуса відповідно із аргументом {\displaystyle x}, заданим у радіанах. Для цієї комплексної експоненційної функції інколи використовують позначення {\displaystyle \operatorname {cis} x} («cosine plus i sine»).
Формула залишається правильною також для комплексного аргументу {\displaystyle x}, тому деякі автори посилаються на більш розширену комплексну версію формули Ейлера.
Формула Ейлера з'являється повсюди у математиці, фізиці та інженерії. Фізик Річард Фейнман назвав формулу «нашим скарбом» та «найбільш видатною формулою у математиці».
Відома тотожність Ейлера, що пов'язує п'ять фундаментальних математичних констант:
{\displaystyle {\rm {e}}^{i\pi }+1=0}
є частковим випадком формули Ейлера при {\displaystyle x=\pi }.

## Історія
Йоганн Бернуллі помітив, що
{\displaystyle {\frac {1}{1+x^{2}}}={\frac {1}{2}}\left({\frac {1}{1-ix}}+{\frac {1}{1+ix}}\right)}.
І так як
{\displaystyle \int {\frac {{\rm {d}}x}{1+ax}}={\frac {1}{a}}\ln(1+ax)+C},
то вищенаведене рівняння вказує на комплексні логарифми, пов'язуючи натуральні логарифми з комплексними числами. Однак Бернуллі не обчислив інтеграл.
Листування Бернуллі із Ейлером (який також знав про дане рівняння) показує, що Бернуллі не розумів повністю комплексні логарифми. Ейлер також запропонував, що комплексні логарифми можуть мати нескінченну кількість значень.
Формула Ейлера вперше була доведена Роджером Котсом у 1714 році в логарифмічній формі:
{\displaystyle ~\ln(\cos x+i\sin x)=ix}.
Котс упустив той факт, що комплексні логарифми мають нескінченну кількість значень, які відрізняються кратністю {\displaystyle 2i\pi }, завдяки періодичності тригонометричних функцій.
Ейлер опублікував формулу у її звичному вигляді в 1748 році, збудував доведення за допомогою розкладу правої та лівої частини у степеневі ряди. Ані Ейлер, ані Котс не уявляли собі геометричної інтерпретації формули: представлення комплексних чисел як точок на комплексній площині з'явилося приблизно на 50 років пізніше.

## Застосування в теорії чисел
В аналітичній теорії чисел часто розглядають особливі суми вигляду {\displaystyle \sum \limits _{x\in X}{e^{2\pi if(x)}}}, де {\displaystyle X} — деяка множина об'єктів, які розглядаються, а {\displaystyle f\colon X\to {\mathbb {R} }} — функція, що відбиває властивості об'єктів, що вивчаються.
Для теорії чисел, що вивчає цілі числа, важливі, перш за все, індикаторні тотожності, що стосуються довільного цілого числа {\displaystyle n}, які виводяться з формули Ейлера.
{\displaystyle \sum \limits _{k=1}^{p}{e^{2\pi {\frac {nk}{p}}i}}=p[p|n]=\left\{{\begin{matrix}p,&n\equiv 0{\pmod {p}}\\0,&n\not \equiv 0{\pmod {p}}\end{matrix}}\right.}
{\displaystyle \int \limits _{0}^{1}{e^{2\pi n\alpha i}}=[n=0]=\left\{{\begin{matrix}1,&n=0\\0,&n\not =0\end{matrix}}\right.}

## Застосування в комплексному аналізі

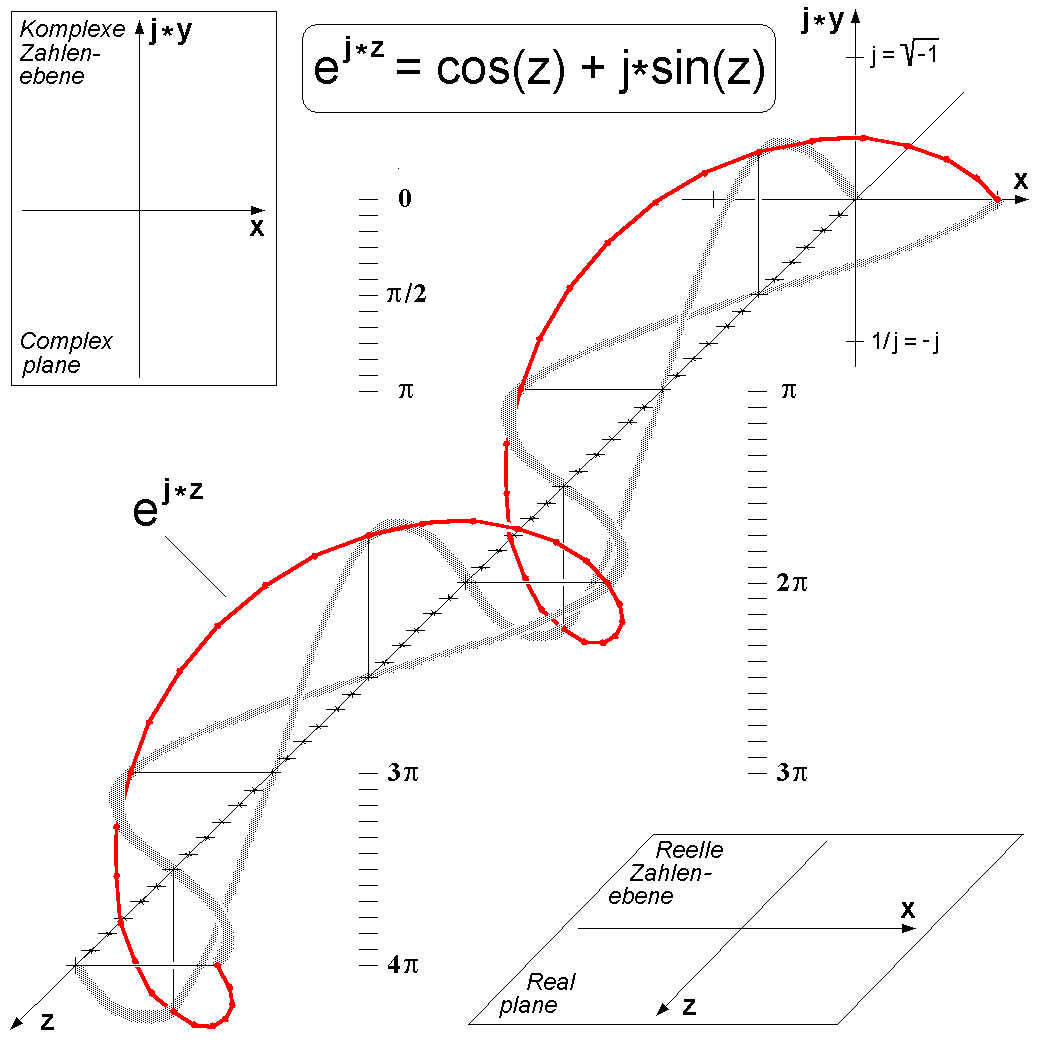
Тривимірна візуалізація формули Ейлера.

### Інтерпретація формули
Ця формула може бути інтерпретована так, що функція {\displaystyle {\rm {e}}^{i\varphi }} — це унітарне комплексне число, що описується одиничним колом в комплексній площині, коли {\displaystyle \varphi } пробігає дійсні значення. Тут {\displaystyle \varphi } — кут, який утворює точка на одиничному колі з додатнім напрямком осі дійсних чисел, виміряний проти годинникової стрілки у радіанах.
Оригінальне доведення ґрунтується на розкладах у ряд Тейлора експоненційної функції {\displaystyle {\rm {e}}^{z}} (де {\displaystyle z} — комплексне число) та функцій {\displaystyle \sin x} і {\displaystyle \cos x} для дійсних чисел {\displaystyle x} (див. нижче). Насправді, це саме доведення показує, що формула Ейлера справедлива і для всіх комплексних чисел {\displaystyle x}.
Точка на комплексній площині може бути представлена комплексним числом, записаним у декартових координатах. Формула Ейлера забезпечує зв'язок між декартовими і полярними координатами. Полярна форма спрощує обчислення при множенні або піднесенні до степеня комплексних чисел. Будь-яке комплексне число {\displaystyle z=x+iy} та його комплексно-спряжене {\displaystyle {\overline {z}}=x-iy}, можна записати як
{\displaystyle {\begin{aligned}z&=x+iy=|z|(\cos \varphi +i\sin \varphi )=r{\rm {e}}^{i\varphi },\\{\overline {z}}&=x-iy=|z|(\cos \varphi -i\sin \varphi )=r{\rm {e}}^{-i\varphi },\end{aligned}}}
де
{\displaystyle x=\operatorname {Re} (z)} — дійсна частина,
{\displaystyle y=\operatorname {Im} (z)} — уявна частина,
{\displaystyle r=|z|={\sqrt {x^{2}+y^{2}}}} — модуль {\displaystyle z},
{\displaystyle \varphi =\arg z=\operatorname {artan2} (y,x)} див. означення функції {\displaystyle \operatorname {artan2} }.
{\displaystyle \varphi } — аргумент {\displaystyle z}, тобто кут між віссю {\displaystyle x} та вектором {\displaystyle z}, виміряний проти годинникової стрілки в радіанах, який визначається з точністю до доданка кратного {\displaystyle 2\pi }. У багатьох випадках пишуть {\displaystyle \varphi =\operatorname {arctg} {\frac {y}{x}}} замість {\displaystyle \varphi =\operatorname {artan2} (y,x)}, але перше рівняння потребує уточнення при {\displaystyle x\leq 0}. Це тому, що для будь-яких дійсних ненульових {\displaystyle x} і {\displaystyle y} кути векторів {\displaystyle (x,y)} і {\displaystyle (-x,-y)} відрізняються на {\displaystyle \pi } радіан, але мають однакове значення {\displaystyle \operatorname {tg} \varphi ={\frac {y}{x}}}.

### Використання формули для визначення логарифма комплексних чисел
Тепер, опираючись на виведену формулу, можна використовувати формулу Ейлера для формулювання означення логарифма комплексного числа. Для цього також використовують означення логарифма (як оберненого оператора піднесення до степеня):
{\displaystyle a={\rm {e}}^{\ln(a)}},
та формулу
{\displaystyle {\rm {e}}^{a}{\rm {e}}^{b}={\rm {e}}^{a+b}},
що є справедливими для будь-яких комплексних чисел {\displaystyle a} і {\displaystyle b}.
Отже, можна записати
{\displaystyle z=|z|{\rm {e}}^{i\varphi }={\rm {e}}^{\ln |z|}e^{i\varphi }={\rm {e}}^{\ln |z|+i\varphi }}
для будь-якого {\displaystyle z\neq 0}. Після логарифмування обох частин вищенаведеного співвідношення отримуємо
{\displaystyle \ln z=\ln |z|+i\varphi },
і цю формулу можна використовувати як означення комплексного логарифма. Таким чином, логарифм комплексного числа є багатозначною функцією, оскільки {\displaystyle \varphi } — багатозначний.
Інше експоненційне співвідношення
{\displaystyle \left({\rm {e}}^{a}\right)^{k}={\rm {e}}^{ak}},
що має місце для всіх цілих чисел {\displaystyle k}, разом з формулою Ейлера приводить до деяких тригонометричних тотожностей, а також до формули Муавра.

### Піднесення до степеня комплексних чисел
Наступним важливим наслідком є формула піднесення комплексного числа до довільного степеню:
{\displaystyle x=|x|{\rm {e}}^{i\varphi }},  {\displaystyle x^{n}=|x|^{n}{\rm {e}}^{ni\varphi }}.
Остання формула має просту геометричну інтерпретацію: при піднесенні числа {\displaystyle x} до степені {\displaystyle n} його відстань від початку системи координат підноситься до степені {\displaystyle n}, а кут повороту від осі {\displaystyle OX} збільшується в {\displaystyle n} раз.
Формула правильна не лише для цілих {\displaystyle n}, але й для дійсних його значень. Зокрема, комплексна форма запису числа дозволяє знаходити корені довільної степені з комплексних чисел, що використовується в доведенні основної теореми алгебри: «Многочлен степені {\displaystyle n} має рівно {\displaystyle n} комплексних коренів».

## Зв'язок з тригонометрією

Зв'язок між синусом, косинусом та експонентою.

За допомогою формули Ейлера можна представити функції {\displaystyle \sin } та {\displaystyle \cos } у вигляді:
{\displaystyle {\begin{aligned}\sin x=\operatorname {Im} \left({\rm {e}}^{ix}\right)={\frac {{\rm {e}}^{ix}-{\rm {e}}^{-ix}}{2i}},\\\cos x=\operatorname {Re} \left({\rm {e}}^{ix}\right)={\frac {{\rm {e}}^{ix}+{\rm {e}}^{-ix}}{2}}.\end{aligned}}}
Два вищенаведені рівняння можна отримати, додаючи або віднімаючи формули Ейлера:
{\displaystyle {\begin{aligned}{\rm {e}}^{ix}&=\cos x+i\sin x,\\{\rm {e}}^{-ix}&=\cos(-x)+i\sin(-x)=\cos x-i\sin x,\end{aligned}}}
та визначивши з отриманих співвідношень функції косинуса та синуса.
Можна ввести поняття тригонометричних функцій комплексної змінної, які добре відомі під назвою гіперболічні функції. Підставляючи {\displaystyle x=iy}, отримуємо:
{\displaystyle {\begin{aligned}\sin iy&={\frac {{\rm {e}}^{-y}-{\rm {e}}^{y}}{2i}}=i\mathop {\mathrm {sh} } \,y,\\\cos iy&={\frac {{\rm {e}}^{-y}+{\rm {e}}^{y}}{2}}=\mathop {\mathrm {ch} } \,y.\end{aligned}}}
Комплексні експоненти можуть спростити тригонометрію, тому що з ними легше оперувати, ніж з їх синусоїдальньними складовими. Перший простий підхід — перетворення синусоїд в еквівалентні їм експоненційні вирази. Після перетворень спрощений результат залишається дійснозначним. Наприклад,
{\displaystyle {\begin{aligned}\cos x\cdot \cos y&={\frac {{\rm {e}}^{ix}+{\rm {e}}^{-ix}}{2}}\cdot {\frac {{\rm {e}}^{iy}+{\rm {e}}^{-iy}}{2}}\\&={\frac {1}{2}}\cdot {\frac {{\rm {e}}^{i(x+y)}+{\rm {e}}^{i(x-y)}+{\rm {e}}^{i(-x+y)}+{\rm {e}}^{i(-x-y)}}{2}}\\&={\frac {1}{2}}{\bigg (}\underbrace {\frac {{\rm {e}}^{i(x+y)}+{\rm {e}}^{-i(x+y)}}{2}} _{\cos(x+y)}+\underbrace {\frac {{\rm {e}}^{i(x-y)}+{\rm {e}}^{-i(x-y)}}{2}} _{\cos(x-y)}{\bigg )}.\end{aligned}}}
Інший підхід передбачає представлення синусоїд у формі дійсної частини комплексного виразу та виконання певних операцій над ними. Наприклад,
{\displaystyle {\begin{aligned}\cos(nx)&=\operatorname {Re} \left({\rm {e}}^{inx}\right)\\&=\operatorname {Re} \left({\rm {e}}^{i(n-1)x}\cdot {\rm {e}}^{ix}\right)\\&=\operatorname {Re} {\Big (}{\rm {e}}^{i(n-1)x}\cdot {\big (}\underbrace {{\rm {e}}^{ix}+{\rm {e}}^{-ix}} _{2\cos x}-{\rm {e}}^{-ix}{\big )}{\Big )}\\&=\operatorname {Re} \left({\rm {e}}^{i(n-1)x}\cdot 2\cos x-{\rm {e}}^{i(n-2)x}\right)\\&=\cos[(n-1)x]\cdot [2\cos(x)]-\cos[(n-2)x].\end{aligned}}}
Ця формула використовується для отримання рекурентних співвідношень для {\displaystyle \cos nx} при цілих значеннях {\displaystyle n} та довільних {\displaystyle x} (у радіанах).
Див. також комплексна амплітуда.

## Топологічна інтерпретація
На мові топології, формула Ейлера вказує, що уявна експоненційна функція {\displaystyle t\mapsto {\rm {e}}^{it}} є морфізмом з топологічних груп дійсної прямої {\displaystyle \mathbb {R} } на одиничне коло {\displaystyle \mathbb {S} ^{1}}. Загалом, це дає можливість представлення {\displaystyle \mathbb {R} } як накриття для {\displaystyle \mathbb {S} ^{1}}. Аналогічно, тотожність Ейлера вказує, що ядром цього відображення є {\displaystyle \tau \mathbb {Z} }, де {\displaystyle \tau =2\pi }. Ці спостереження можна об'єднати та узагальнити у вигляді комутативної діаграми:

## Інші застосування
У диференціальних рівняннях функцію {\displaystyle {\rm {e}}^{ix}} часто використовують для спрощення розв'язків, навіть якщо остаточна відповідь — це дійсна функція, що містить синус та косинус. Причиною цього є те, що експоненційна функція — це власна функція операції диференціювання.
В електротехніці, обробці сигналів та суміжних галузях сигнали, що періодично змінюються з часом, часто описуються за допомогою комбінацій синусоїдальних функцій (див. аналіз Фур'є), але їх зручніше виражати як суму експоненціальних функцій із уявними експонентами, використовуючи формулу Ейлера. Також фазовий аналіз схем може використовувати формулу Ейлера для обчислень опору конденсатора або котушки індуктивності.
У чотиривимірному просторі кватерніонів існує сфера уявних одиниць. Для будь-якої точки {\displaystyle r} цієї сфери та дійсного числа {\displaystyle x} застосовується формула Ейлера:
{\displaystyle \exp(xr)=\cos x+r\sin x},
при цьому точка називається версором кватерніонів. Набір усіх версорів формує тривимірну сферу у чотиривимірному просторі.

### Означення диференціального рівняння
Експоненціальна функція {\displaystyle z\mapsto {\rm {e}}^{z}} є єдиною диференційованою функцією комплексної змінної, такою, що
{\displaystyle {\frac {{\rm {d}}{\rm {e}}^{z}}{{\rm {d}}z}}={\rm {e}}^{z}}
та
{\displaystyle {\rm {e}}^{0}=1}.

### Розклад в степеневий ряд
Для комплексного числа {\displaystyle z}
{\displaystyle {\rm {e}}^{z}=1+{\frac {z}{1!}}+{\frac {z^{2}}{2!}}+{\frac {z^{3}}{3!}}+\cdots =\sum _{n=0}^{\infty }{\frac {z^{n}}{n!}}}.
За допомогою ознаки д'Аламбера можна показати, що цей степеневий ряд має нескінченний радіус збіжності і тому визначає {\displaystyle {\rm {e}}^{z}} для всіх комплексних чисел {\displaystyle z}.

### Означення границі
Для комплексного числа {\displaystyle z}
{\displaystyle {\rm {e}}^{z}=\lim _{n\rightarrow \infty }\left(1+{\frac {z}{n}}\right)^{n}},
де {\displaystyle n} — натуральне число.

## Доведення
Існує кілька варіантів доведення формули.

### За допомогою степеневого ряду
Доведення формули Ейлера є достатньо простим.
Розклавши функцію {\displaystyle {\rm {e}}^{ix}} у ряд Тейлора за степенями {\displaystyle x} отримуємо:
{\displaystyle {\rm {e}}^{ix}=1+{\frac {ix}{1!}}+{\frac {(ix)^{2}}{2!}}+{\frac {(ix)^{3}}{3!}}+\cdots =\left(1-{\frac {x^{2}}{2!}}+{\frac {x^{4}}{4!}}-{\frac {x^{6}}{6!}}+\cdots \right)+i\left({\frac {x}{1!}}-{\frac {x^{3}}{3!}}+{\frac {x^{5}}{5!}}-{\frac {x^{7}}{7!}}+\cdots \right)}.
Оскільки
{\displaystyle 1-{\frac {x^{2}}{2!}}+{\frac {x^{4}}{4!}}-{\frac {x^{6}}{6!}}+\cdots =\cos x},
{\displaystyle {\frac {x}{1!}}-{\frac {x^{3}}{3!}}+{\frac {x^{5}}{5!}}-{\frac {x^{7}}{7!}}+\cdots =\sin x},
то
{\displaystyle ~{\rm {e}}^{ix}=\cos x+i\sin x}.

### За допомогою полярних координат
Інше доведення ґрунтується на тому, що всі комплексні числа можуть бути представлені через полярні координати. Звідси випливає, що для деяких {\displaystyle r} та {\displaystyle \theta } залежних від {\displaystyle x},
{\displaystyle {\rm {e}}^{ix}=r(\cos \theta +i\sin \theta )}.
За умовою на {\displaystyle r} і {\displaystyle \theta } не має обмежень, тому вони будуть визначені в ході доведення. За будь-яким з означень експоненційної функції видно, що похідною від {\displaystyle {\rm {e}}^{ix}} є {\displaystyle i{\rm {e}}^{ix}}. Тому після диференціювання обох частин отримуємо
{\displaystyle i{\rm {e}}^{ix}=(\cos \theta +i\sin \theta ){\frac {{\rm {d}}r}{{\rm {d}}x}}+r(-\sin \theta +i\cos \theta ){\frac {{\rm {d}}\theta }{{\rm {d}}x}}}.
Після підстановки {\displaystyle r(\cos \theta +i\sin \theta )} замість {\displaystyle {\rm {e}}^{ix}} і прирівнювання дійсної та уявної частин у цій формулі знаходимо, що {\displaystyle {\frac {{\rm {d}}r}{{\rm {d}}x}}=0} та {\displaystyle {\frac {{\rm {d}}\theta }{{\rm {d}}x}}=1}. Таким чином, {\displaystyle r} — константа, а {\displaystyle \theta =x+C} для деякої константи {\displaystyle C}. Оскільки {\displaystyle {\rm {e}}^{0i}=1}, то з початкових значень {\displaystyle r(0)=1} і {\displaystyle \theta (0)=0} знаходимо, що {\displaystyle r=1} і {\displaystyle \theta =x}. Це доводить формулу
{\displaystyle {\rm {e}}^{ix}=1(\cos x+i\sin x)=\cos x+i\sin x}.

### За допомогою диференціальних рівнянь
Інше доведення ґрунтується на диференціальних рівняннях, розв'язками яких є експоненційні та тригонометричні функції. Див. тригонометричні функції, розділ зв'язок із експоненційною функцією (формула Ейлера).